# Vlkov (Stvolová)
Vlkov je malá vesnice, část obce Stvolová v okrese Blansko. Je zde evidováno 25 adres. Trvale zde žije 41 obyvatel.
Vlkov leží v katastrálním území Vlkov u Letovic o rozloze 2,29 km2.